# Станіслав Змачинський
Змачинський Станіслав Людвігович (02.01.1887-15.09.1992) - лікар-легенда, головний лікар Бобровицької районної лікарні (1946-1957), акушер-гінеколог вищої кваліфікаційної категорії, гомеопат, меценат.  Краплі Змачинського для лікування гаймориту використовують і нині.

## Життєпис[2]
Народився у Слуцькому повіті (нині Мінська область, Білорусь), ріс слабким і часто хворів. Почувши вирок земського лікаря, що він невиліковно хворий на сухоти, хлопець, узявши торбинку з хлібиною та цибулиною, вирішив померти у лісі, щоб не завдавати клопоту батькам. Жив у хвойному бору, харчуючись лише дарами лісу (було літо). А коли він повернувся додому, односельці його не впізнали - хвороба відступила.
У 1909 р. - Закінчив Київську фельдшерську школу і став фельдшером Слуцької повітової лікарні. 
У 1936 р. - Закінчив Харківський медичний інститут. 
"Дивом уник розстрілу НКВД"
З 1937 року Змачинський на Чернігівщині. Став завідувачем Яблунівської медичної амбулаторії Прилуцького району.
Під час війни залишився на окупованій території. Поранених, яких залишали радянські війська, що відступали, розміщував по хатах селян. І вони видавали їх за своїх хворих родичів. Ліків майже не було, зцілював травами - допомагали знання, отримані ще в дитинстві (від мами, бабусі). 
За свій подвиг з порятунку людей отримав медаль «За доблесну працю у Великій Вітчизняній війни 1941–1945 рр.» 
1946 р. - Призначення на посаду головного лікаря Бобровицької центральної районної лікарні, яку він разом із колективом медичних працівників облаштовував у зруйнованих приміщеннях цукрозаводу м. Бобровиці. Доводилось і лікувати й будувати водночас. На цій посаді перебував до 1957 року, надалі продовжував працювати на посаді районного акушера-гінеколога, терапевта, невропатолога лікарні аж до 1973 року, коли він розміняв дев’ятий десяток років.
73-річному Станіславу Людвіговичу лікарі винесли смертельний вирок – рак гайморової пазухи. Вирішив не здаватися, лікуватися "силою духу" і травами. І хвороба знову відступила. За його рецептом виготовляють краплі для лікування гаймориту - Краплі Змачинського.
Відмінник охорони здоров'я СРСР, нагороджений почесною грамотою та медаллю Радянського фонду миру.

При активній матеріальній допомозі С. Л. Змачинського збудовано Бобровицький історико-краєзнавчий музей, де екскурсії завжди розпочинаються зверненням Станіслава Людвиговича Змачинського: 
«Дорогий друже! Зупинись перед історією, вклонися їй. Корінням сильні дерева, люди – пам’яттю, народи – історією».
Лікар-унікум, котрий прожив 105 років, і навіть у 100-річному віці продовжував посильно надавати допомогу населенню як лікар-гомеопат.

## Вшанування памʼяті.
У 2015 році іменем лікаря Змачинського названо вулицю в м. Бобровиця - громада міста однозначно визначилася про необхідність вшанування його пам'яті.
1. ↑   (PDF) http://libkor.com.ua/storage/php/metod_mat_files/Znamenni_i_pamiatni_daty_Chernihivskoi_oblasti_na_2022.pdf. {{cite web}}: Пропущений або порожній |title= (довідка)
2. 1 2  Управління охорони здоров'я | Чернігівської обласної державної адміністрації. uoz.cn.ua. Процитовано 21 листопада 2023.
3. ↑  Василь Калита, "Феномен врача Станислава Змачинского". Медична газета "Здоровʼя України". Тематичний номер за лютий 2012 (PDF).
4. ↑  У Бобровиці вже перейменували вулиці. А коли у Ніжині?. Головний сайт Ніжина, де ви знайдете всю інформацію про новини, події та історію міста (укр.). Процитовано 21 листопада 2023.